# Порт Бриджтауна
Порт Бриджтауна — морской порт на юго-западном побережье Барбадоса. Расположен в северо-западной части залива Карлайл. Гавань обслуживает всю морскую международную торговлю страны, в основном сухогрузы. В дополнение к международным перевозкам порт является пунктом назначения ряда круизных судов южных Карибов.
Порт является одним из трёх транспортных узлов страны, наряду с частной пристанью Порт-Сент-Чарльз и международным аэропортом Грэнтли Адамса. В 2020 году порт обслужил 337 974 круизных пассажира и 1 184 965 тонн грузов.

## История
Строительство порта началось в 1956 году и производилось британской компанией Costain Group4. Работы  обошлись в 20 миллионов долларов США и завершились в 1961 году. Порт был образован путём создания искусственного перешейка через мелководный пролив, существовавший у побережья Фонтабель. Перешеек образовал около 36 гектаров новой земли, простиравшейся от западного побережья Барбадоса до небольшого необитаемого острова Пеликан. Семнадцать лет спустя гавань была расширена на общую сумму 22 миллиона долларов.
В 2002 году компания «Barbados Port Inc.» заключила контракт с бельгийской группой компаний «Jan De Nul» на проведение дноуглубительных работ на портовом объекте. Это было обусловлено тем, чтобы крупные круизные суда могли причаливать к берегу, а не бросать якорь в море. Проект осуществлялся в соответствии с программой экологического мониторинга, разработанной компанией «Barbados Port Inc.» наряду с ключевыми регулирующими органами, а именно Департаментом градостроительства, Отделом управления прибрежной зоной, Отделом экологической инженерии и Программой управления природными ресурсами Университета Вест-Индии, чтобы гарантировать, что характеристики качества воды и морская экосистема в целом не будут нарушены. По окончании работ глубина порта была увеличена до 11,6 метров (с 9,6 метров). Материал, полученный в результате дноуглубительных работ, увеличил грузовую площадь порта на 3,6 гектара.

## Причалы и судна
| Причал        | Глубина (м) | Длина (м) | Примечания                                                    |
| ------------- | ----------- | --------- | ------------------------------------------------------------- |
| Брейкуотер    | 11,5        | 522       | Круизные суда, корабли военно-морских сил.                    |
| Шугарберт     | 9,75        | 307       | Цистерны с сахаром и патокой, круизные суда.                  |
| Причал №1     | 9,75        | 152       | Военно-морские суда.                                          |
| Причал №2     | 11          | 183       | Круизные суда.                                                |
| Причал №3     | 11          | 183       | Танкеры для генерального груза, контейнерные и круизные суда. |
| Причал №4     | 11          | 184       | Контейнерные и круизные суда.                                 |
| Причал №5     | 11          | 65        | Контейнерные и круизные суда.                                 |
| Шеллоудро     | 6,8         | 156       | Межостровные грузовые суда.                                   |
| Балк-фасилити | 11,5        | 183       | Суда для сыпучих грузов, круизные суда.                       |
| Ойстинс       | 10          | 172       | Нефтяные танкеры.                                             |
| Сприн-гаден   | 4,9         | 103       | Нефтяные танкеры.                                             |
| Аравак-джетти | 9           | 121       | Суда для сыпучих грузов.                                      |

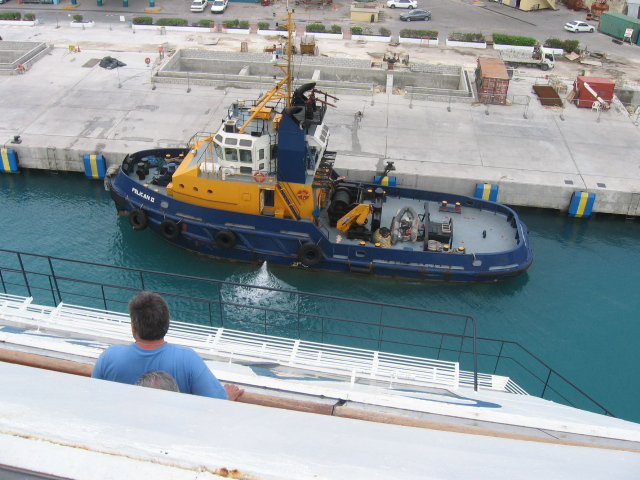
Буксир «Pelican II»

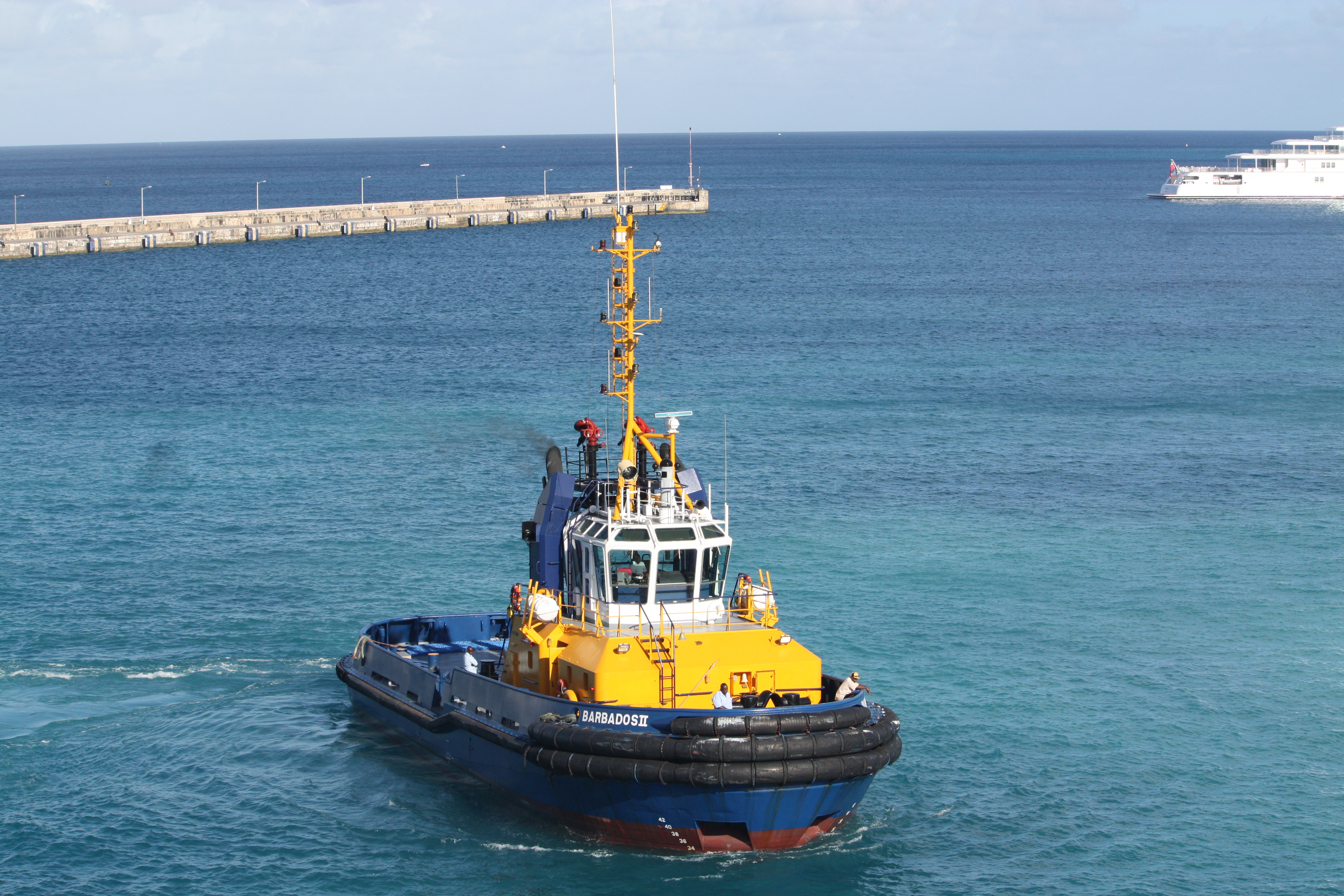
Буксир «Barbados II»

Имеется два буксира, каждый из которых оборудован для тушения пожаров и осуществления аварийно-спасательных работ.
- Буксир Pelican II – 4660 л.с.
- Буксир Barbados II – 5500 л.с.

Источник: .

## Пассажирские перевозки

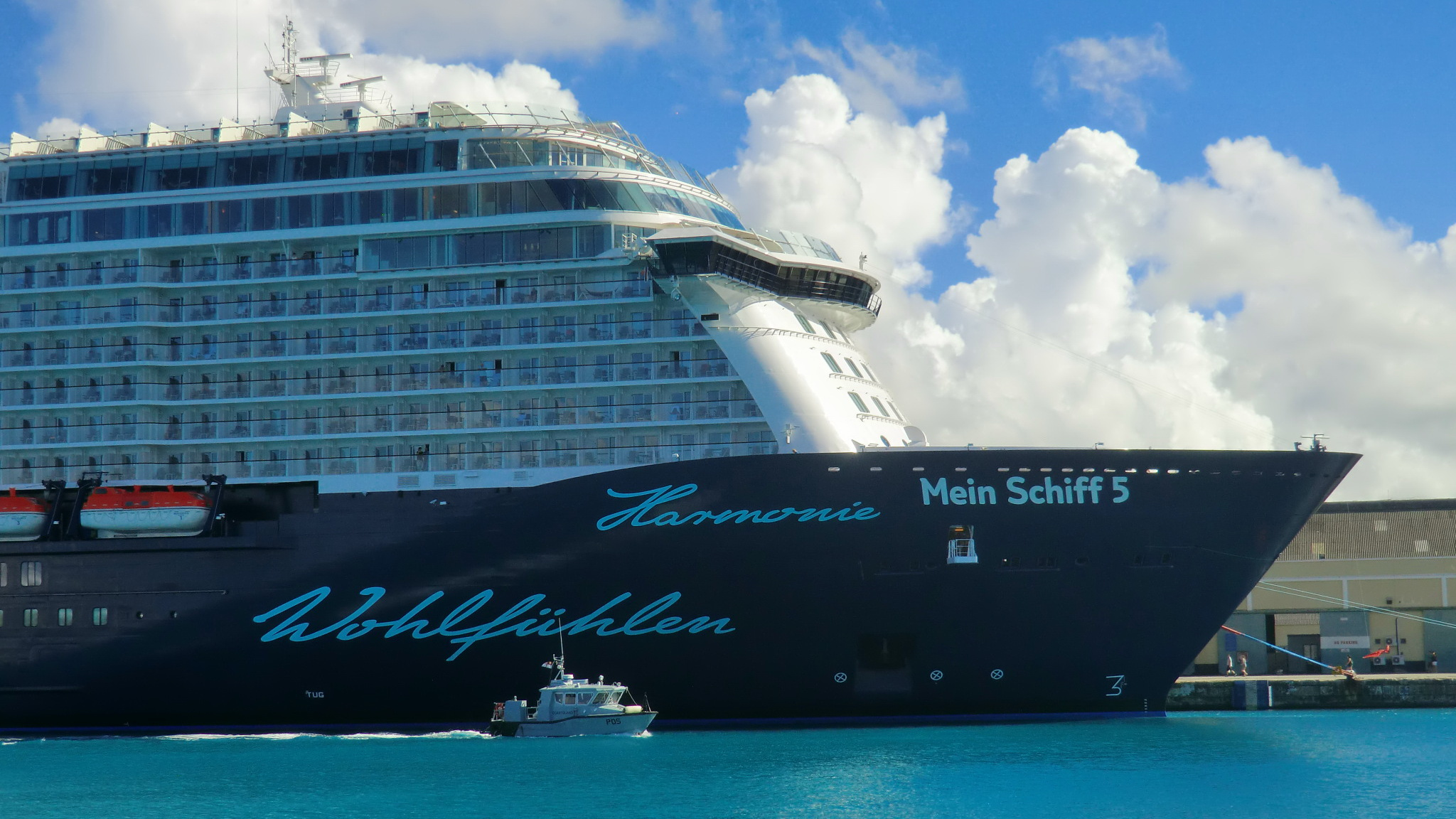
Mein Schiff 5 в порту Бриджтауна (2016)

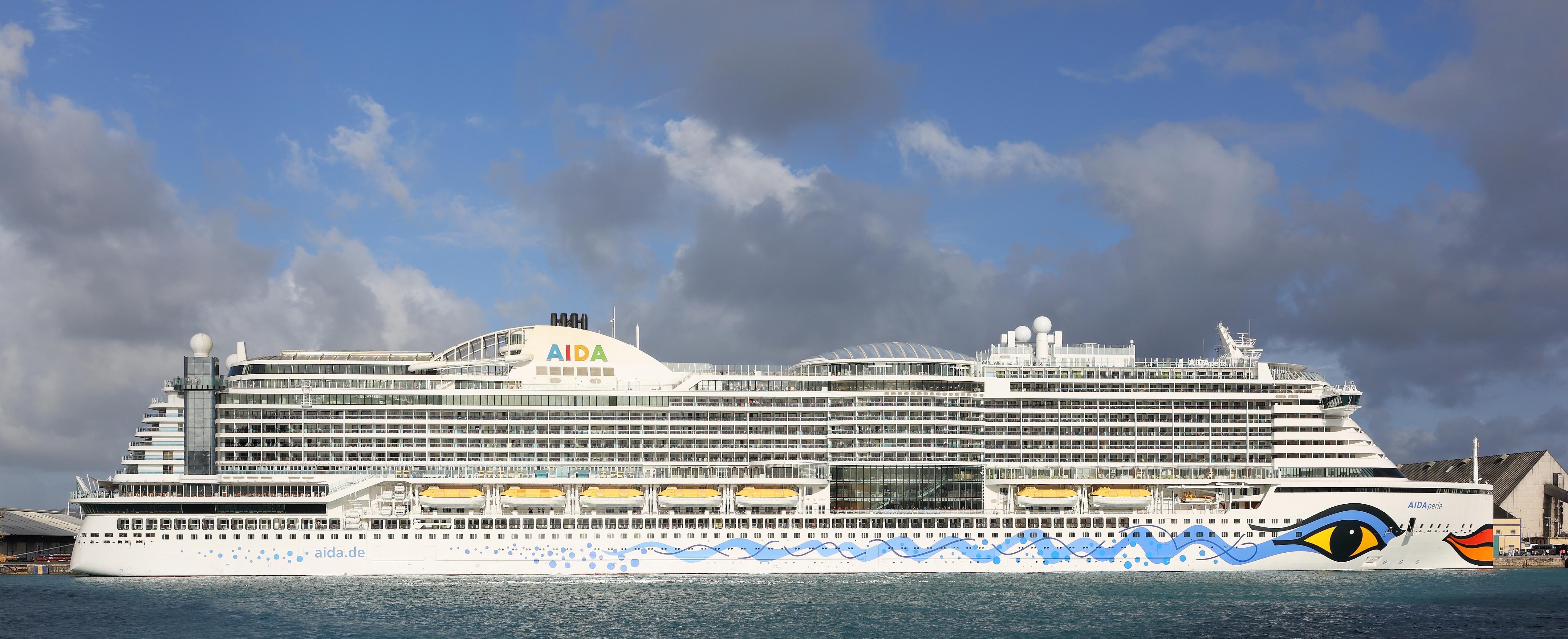
AIDAperla в порту Бриджтауна (2020)

Круизные лайнеры, заходящие в порт Бриджтауна:
- AIDA Cruises
- Atlantagent
- Carnival Cruise Lines
- Celebrity Cruises
- Club Med Cruises
- Costa Crociere
- Cruise & Maritime Voyages
- Cunard Line
- Disney Cruises
- Fred Olsen Cruises
- Holland America Line
- Marella Cruises
- MSC Cruises
- Norwegian Cruise Line
- P&O Cruises
- Plantours
- Ponant Cruises
- Princess Cruises
- Regent Seven Seas Cruises
- Royal Caribbean International
- Saga Holidays
- Seabourn Cruises
- Sea Cloud Cruises
- SeaDream Yacht Club
- Silversea Cruises
- Star Clippers
- TUI Cruises
- Viking Ocean cruises
- Windstar Cruises

## Порты-побратимы
- Мансанильо[англ.], Панама (2014)[6]
- Майами, США[7]
- Палм-Бич[англ.], США[8]
- Тема[англ.], Гана[9]